# Тит Цезерний Стациан
Тит Цезерний Статий Квинкций Статиан Меммий Макрин (лат. Titus Caesernius Statius Quinctius Statianus Memmius Macrinus) — римский государственный деятель первой половины II века.
Статиан происходил из всаднического рода из Аквилеи. Его отцом был прокуратор Мавретании Цезарейской Тит Цезерний Македон, а матерью Рутилия Приска Сабиниана. Братом Статиана был консул-суффект 138 года Тит Цезерний Квинкциан. Как и его брат, Статиан пользовался покровительством императора Адриана. В 129 году он вместе с Квинкцианом сопровождал государя в путешествии в восточные провинции Римской империи. В 130-х годах Статиан занимал должности квестора и народного трибуна.
Около 134 года Статиан был ответственным за вербовку новых легионеров в Транспаданском регионе. Затем он находился на посту легата XIV Парного легиона в Паннонии, а с 138 по 141 год был легатом III Августова легиона в Нумидии. В то время он был патроном местных городов Тимгад и Цирта. В последнем он был удостоен статуи.
Около 141 года Статиан становится консулом-суффектом. В 150 году он занимал должность легата пропретора провинции Верхняя Германия. Также он входил в состав коллегии императорских жрецов.